# Tóth Béla (irodalomtörténész)
Tóth Béla (Cigánd, 1908. július 15. – Debrecen, 1996. augusztus 19.) magyar irodalomtörténész és a latin auktorok kiváló ismerője.

## Életútja, munkássága
Középiskoláit a kisvárdai gimnáziumban végezte 1929-ben, majd a debreceni egyetemen szerzett magyar–latin szakos tanári képesítést 1934-ben. Először Karcagon, majd 1936–41 között a debreceni, 1941–44 között a székelyudvarhelyi Református Kollégiumban volt tanár, utóbbi helyen a város szellemi életének tevékeny részese. Irodalmi tárgyú cikkeit, tanulmányait ebben az időszakban rendszeresen közölte a Tompa László szerkesztette Székely Közélet és a sepsiszentgyörgyi Székely Nép; erdélyi magyar irodalmi tárgyú írásait korábban a Kelet Népe, 1941 után a Magyar Élet és a Protestáns Szemle is.
1944 kora őszén visszatért Debrecenbe, ahol a Református Kollégiumban tanított nyugdíjazásáig (1971). Pályájának ebben a második szakaszában is figyelemmel kísérte a romániai magyar szellemi élet eseményeit: az Építünk, Alföld, Confessio, Művészet, Valóság, Hajdú-Bihari Napló és más lapok hasábjain bírálatokat, könyvszemle-cikkeket írt Asztalos István, Balogh Edgár, Beke György, B. Nagy Margit, Farkas Árpád, Fodor Sándor, Kacsó Sándor, Kelemen Lajos, Murádin Jenő, Nagy István, Szabó T. Attila, Székely János, Varró Ilona, Veress Dániel, Veress Zoltán, Vita Zsigmond s egykori tanítványai, Dávid Gyula, Dávid László, Kányádi Sándor, Szabó Gyula, Toró Tibor köteteiről; átfogó tanulmányt az ötvenéves romániai magyar irodalomról (Alföld, 1970/7); megjelenő kötetek kapcsán foglalkozott Ion Creangă és Mihai Eminescu műveivel is.
A magyarországi irodalomban a felvilágosodás irodalmát, Németh László munkásságát és a debreceni költők, írók, tudósok eredményeit kutatta.
Budapesten hunyt el, Debrecen város, mint díszpolgárát, saját halottjának tekintette, családja és tisztelői 1996. szeptember 3-án vettek búcsút tőle Debrecen köztemetőjének 2. számú ravatalozójában.
Hálás tanítványai 2023. május 13-án avatták fel emléktábláját a Debreceni Református Kollégiumban.

## Kötetei (válogatás)
- Ady-tanulmányok (Debrecen, 1935);
- Gyöngyösi István költészete (1936);
- Tompa László élete és költészete (Sepsiszentgyörgy, 1944);
- Titus Lucretius Carus: A természetről. Ford, bev., jegyz. Tóth Béla (Debrecen, 1957);[4]
- Csokonai a képzőművészetben. Debrecen, 1973;
- Gy. Szabó Béla művészete (Debrecen, 1976);
- Weszprémi István. (Debrecen, 1980)
- Budai Parmenius István művei és életrajza (1983).

## Díjak, elismerések
- Medgyessy Ferenc-díj (1982);
- Debrecen Városáért Díj (1988),
- Debrecen díszpolgára (1995).